# Senda Hammami
Pour les articles homonymes, voir Hammami.
Senda Hammami, née le 18 septembre 2001 à La Manouba, est une gymnaste rythmique tunisienne.

## Carrière
Aux championnats d'Afrique 2018, Senda Hammami est médaillée de bronze par équipes.